# 崇礼住宅
39°55′49″N 116°25′12″E / 39.9303561°N 116.4198962°E
崇礼住宅是位于北京市东城区东四街道六条社区东四六条63号、65号的四合院，是晚清大学士崇礼的住宅，已列为全国重点文物保护单位。

## 建筑
崇礼住宅建于清光绪年间，坐北朝南，占地面积9858平方米，包括东中西三路院落，东西两路住宅、中路花园，临街开三门，房屋327间半，殿宇华丽，号称“东城之冠”。此宅在民国以后曾几度转手，1935年为二十九军师长刘汝明买下，抗日战争时期为伪新民会会长张燕卿（清末大学士张之洞之子）所购，1949年以后改为单位宿舍，基本布局尚存，建筑质量很高，保存完好。

## 保护
1984年5月24日，公布为第三批北京市文物保护单位，名为“东城区东四六条六十三至六十五号四合院”，编号3-73。
1988年1月13日，崇礼住宅公布为第三批全国重点文物保护单位，编号3-91。